# Plougar
Plougar (en bretó Gwikar) és un municipi francès, situat a la regió de Bretanya, al departament de Finisterre. L'any 2006 tenia 716 habitants.

## Demografia
| 1962                                       | 1968 | 1975 | 1982 | 1990 | 1999 |
| ------------------------------------------ | ---- | ---- | ---- | ---- | ---- |
| 887                                        | 854  | 783  | 745  | 672  | 685  |
| Des de 1962: població sense dobles comptes |      |      |      |      |      |

## Administració
| Període   | Identitat              | Partit |
| --------- | ---------------------- | ------ |
| 2001-2008 | Marie-Thérèse Le Goulm |        |
| 2008-     | Marie-Françoise Mingam |        |